# Relais 4 × 100 mètres féminin aux championnats du monde d'athlétisme 2007
Navigation
Helsinki 2005 Berlin 2009
L'épreuve du relais 4 × 100 mètres féminin des championnats du monde d'athlétisme 2007 s'est déroulée les 31 août et 1er septembre 2007 dans le stade Nagai d'Osaka au Japon. Elle est remportée par l'équipe des États-Unis (Lauryn Williams, Allyson Felix, Mikele Barber et Torri Edwards). 18 équipes étaient inscrites.

## Records
| Record du monde            | 41 s 37 | Gladisch-Günther-Auerswald-Göhr           | Allemagne de l'Est | 6 octobre 1985  | Canberra    |
| Record des championnats    | 41 s 47 | Gaines-Jones-Miller-Devers                | États-Unis         | 9 août 1997     | Athènes     |
| Meilleure performance 2007 | 42 s 78 | Gushchina-Rusakova-Khabarova-Polyakova    | Russie             | 23 juin 2007    | Munich      |
| Record d'Afrique           | 42 s 39 | Utondu-Idehen-Opara-Thompson-Onyali       | Nigeria            | 7 août 1992     | Barcelone   |
| Record d'Asie              | 42 s 23 | Lin-Yali-Xiaomei-Xuemei                   | Chine              | 23 octobre 1997 | Shanghai    |
| Record d'Amérique du Nord  | 41 s 47 | Gaines-Jones-Miller-Devers                | États-Unis         | 9 août 1997     | Athènes     |
| Record d'Amérique du Sud   | 42 s 97 | de Moura-Santos-dos Santos-Neto           | Brésil             | 10 juillet 2004 | Bogota      |
| Record d'Europe            | 41 s 37 | Gladisch-Günther-Auerswald-Göhr           | Allemagne de l'Est | 6 octobre 1985  | Canberra    |
| Record d'Océanie           | 42 s 99 | Massey-Broadrick-Lambert-Gainsford-Taylor | Australie          | 18 mars 2000    | Pietersburg |

## Médaillées
| Or                                          | Argent                                    | Bronze                                      |
| États-Unis Williams, Felix, Barber, Edwards | Jamaïque Brooks, Stewart, Facey, Campbell | Belgique Borlée, Mariën, Ouédraogo, Gevaert |

## Résultats

### Finale (1erseptembre)
| Rang | Pays        | Athlète                                                                      | Distance     |
| ---- | ----------- | ---------------------------------------------------------------------------- | ------------ |
| 1    | États-Unis  | Lauryn Williams Allyson Felix Mikele Barber Torri Edwards                    | 41 s 98 (WL) |
| 2    | Jamaïque    | Sheri-Ann Brooks Kerron Stewart Simone Facey Veronica Campbell               | 42 s 01 (SB) |
| 3    | Belgique    | Olivia Borlée Hanna Mariën Élodie Ouédraogo Kim Gevaert                      | 42 s 75 (RN) |
| 4    | Royaume-Uni | Laura Turner Montell Douglas Emily Freeman Joice Maduaka                     | 42 s 87      |
| 5    | Russie      | Ekaterina Grigorieva Natalia Rusakova Yuliya Gushchina Yevgeniya Polyakova   | 42 s 97      |
| 6    | Biélorussie | Nastassia Shuliak Natallia Safronnikava Alena Neumiarzhitskaya Aksana Drahun | 43 s 37      |
| 7    | Allemagne   | Katja Wakan Cathleen Tschirch Johanna Kedzierski Verena Sailer               | 43 s 51      |
| 8    | Pologne     | Marta Jeschke Daria Korczynska Dorota Jedrusinska Ewelina Klocek             | 43 s 57      |

### Demi-finales (1erseptembre)
Les trois premières équipes de chaque demi-finale et celles avec les deux meilleurs temps se sont qualifiées pour la finale.
| Rang | Pays        | Athlète                                                                              | Temps          |
| ---- | ----------- | ------------------------------------------------------------------------------------ | -------------- |
| 1    | Belgique    | Olivia Borlée Hanna Mariën Élodie Ouédraogo Kim Gevaert                              | 42 s 85 Q (RN) |
| 2    | Russie      | Irina Khabarova Natalia Rusakova Yuliya Gushchina Yevgeniya Polyakova                | 42 s 90 Q      |
| 3    | Biélorussie | Nastassia Shuliak Natallia Safronnikava Alena Neumiarzhitskaya Aksana Drahun         | 43 s 16 Q (SB) |
| 4    | Chine       | Yujia Tao Jue Chen Lan Jiang Wangping Qin                                            | 43 s 39 (SB)   |
| 5    | Finlande    | Heidi Hannula Sari Keskitalo Ilona Ranta Johanna Manninen                            | 43 s 41 (SB)   |
| 6    | Nigeria     | Gloria Kemasuode Endurance Ojokolo Oludamola Osayomi Ene Franca Idoko                | 43 s 58 (SB)   |
| 7    | France      | Carima Louami Muriel Hurtis-Houairi Fabienne Béret-Martinel Christine Arron          | 43 s 88        |
| 8    | Australie   | Sally McLellan Melanie Kleeberg Crystal Attenborough Fiona Cullen                    | 43 s 91        |
| 9    | Brésil      | Thatiana Regina Ignâcio Lucimar Aparecida de Moura Thaissa Presti Luciana dos Santos | 44 s 64        |

| Rang | Pays        | Athlète                                                              | Temps          |
| ---- | ----------- | -------------------------------------------------------------------- | -------------- |
| 1    | États-Unis  | Carmelita Jeter Mechelle Lewis Mikele Barber Lauryn Williams         | 42 s 24 Q (WL) |
| 2    | Jamaïque    | Sheri-Ann Brooks Kerron Stewart Simone Facey Shelly-Ann Fraser       | 42 s 70 Q (SB) |
| 3    | Royaume-Uni | Laura Turner Montell Douglas Emily Freeman Joice Maduaka             | 42 s 82 Q (SB) |
| 4    | Allemagne   | Katja Wakan Cathleen Tschirch Johanna Kedzierski Verena Sailer       | 43 s 17 q      |
| 5    | Pologne     | Marta Jeschke Daria Korczynska Dorota Jedrusinska Ewelina Klocek     | 43 s 25 q (SB) |
| 6    | Ghana       | Gifty Addy Elizabeth Amolofo Esther Dankwah Vida Anim                | 43 s 76 (SB)   |
| 7    | Cuba        | Virgen Benavides Roxana Díaz Mileidys Lazo Yenima Arencibia          | DSQ            |
| 8    | Japon       | Saori Kitakaze Sakie Nobuoka Mayumi Watanabe Momoko Takahashi        | DSQ            |
| 9    | Ukraine     | Olena Chebanu Nataliya Pohrebnyak Iryna Shtanhyeyeva Iryna Shepetyuk | DNF            |